# Казола (Авелино)
Казола (итал. Casola) је насеље у Италији у округу Авелино, региону Кампанија.
Према процени из 2011. у насељу је живело 444 становника. Насеље се налази на надморској висини од 135 м.